# 朝咲そよ
朝咲 そよ（あさき そよ）は、日本の女性声優。主にアダルトゲームに声をあてている。

## 出演作品

### ゲーム
- 凌辱ファミレス調教メニュー（倉崎柚子）
- ALMA〜ずっとそばに…〜（四堂 鈴）
- ANGEL MAGISTER（マフユ=サンテロ）
- おねだりSweetie〜恋のお色直しは何度でも〜（水上 芙由子）
- ラストオーダー（緒方 香苗）
- 義母の吐息 〜背徳心に漂う母の色香〜（志賀 小夜）[1]
- 智代アフター 〜It's a Wonderful Life〜（三島 有子）
- ボイン姉妹の個人授業（秋月 梓）
- 痴漢専用車両〜屈辱の痴漢電車〜 (高遠 瑞紀)
- シオンの血族（橘 美麗）[2]
- 夏色あさがおレジデンス（進藤 玲）[3]